# Nagrody Biznesu Sportowego Demes

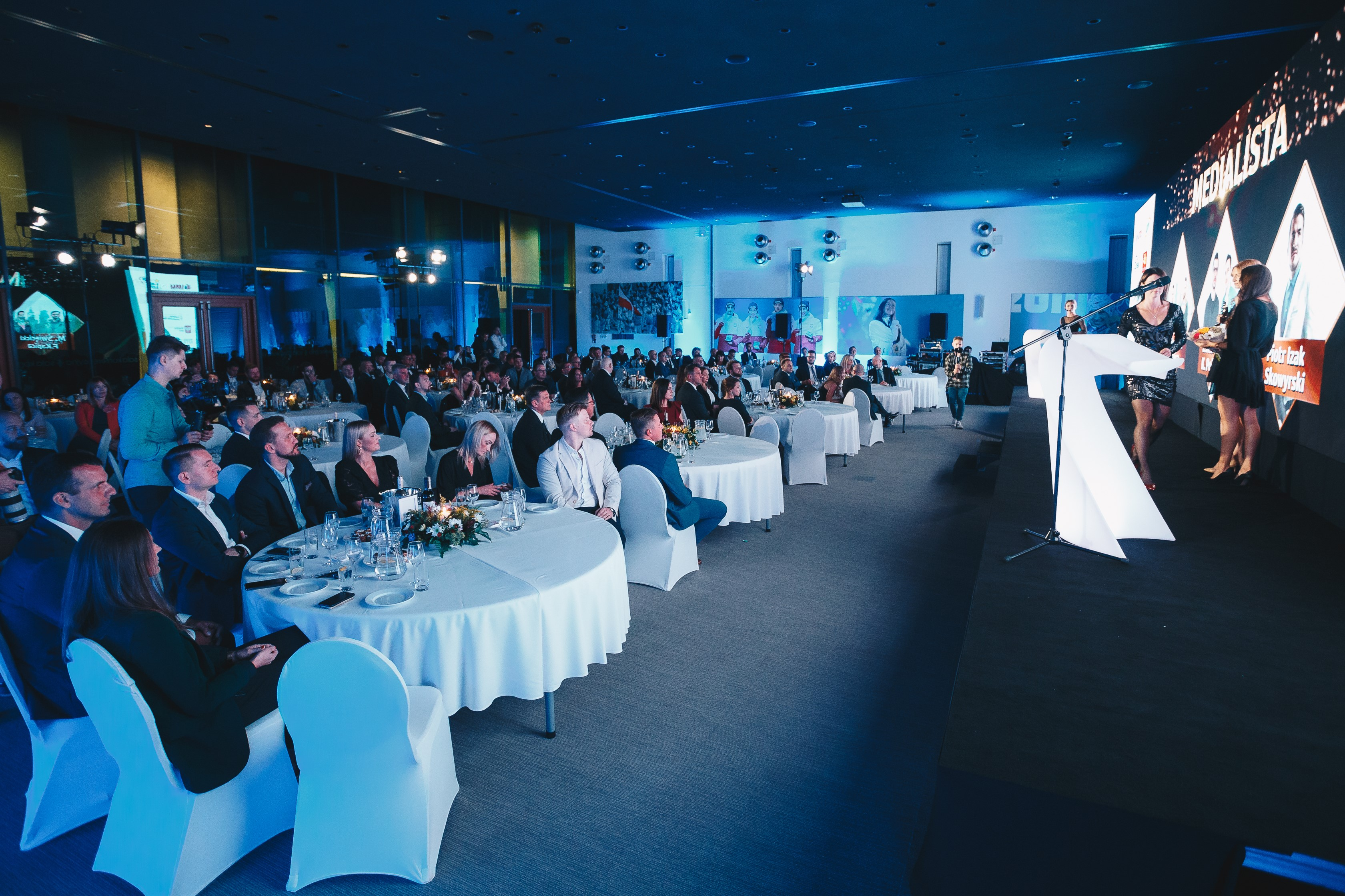
XVI Gala Sportu i Biznesu w 2020 r. w Centrum Olimpijskim

Nagrody Biznesu Sportowego DEMES – wyróżnienie za osiągnięcia w branży marketingu i zarządzania sportem w Polsce. Wręczane przy okazji corocznej Gali Sportu i Biznesu w trakcie międzynarodowej konferencji Forum Sportu i Biznesu SPORTBIZ (wcześniej Dni Marketingu Sportowego).

## Historia
Pierwsza edycja Gali Sportu i Biznesu odbyła się w roku 2004 w Poznaniu na Uniwersytecie Ekonomicznym. Nagrody zostały wręczone w 3 kategoriach. Wraz z rozwojem imprezy oraz rynku biznesu sportowego w Polsce, wzrastała liczba kandydatur, a także znaczenie Nagród. W 2005 roku Gala odbyła się w poznańskim hotelu Novotel, a rok później przeniesiono uroczystość do Warszawy, gdzie odbywa się do dziś (m.in. na Stadionie Narodowym czy w Centrum Olimpijskim). Co roku podczas Gali nagradzane są najlepsze projekty sponsorskie, najbardziej udane kampanie medialne czy najskuteczniejsi przedsiębiorcy minionego roku. Nagrody przyznawane są przez specjalnie powołaną w tym celu Kapitułę Statuetek, w skład której wchodzą przedstawiciele środowiska akademickiego, właściciele agencji marketingowych i eksperci od spraw wizerunku w sporcie. Obecnie Nagrody DEMES przyznawane są w 15 kategoriach.

## Zwycięzcy według kategorii

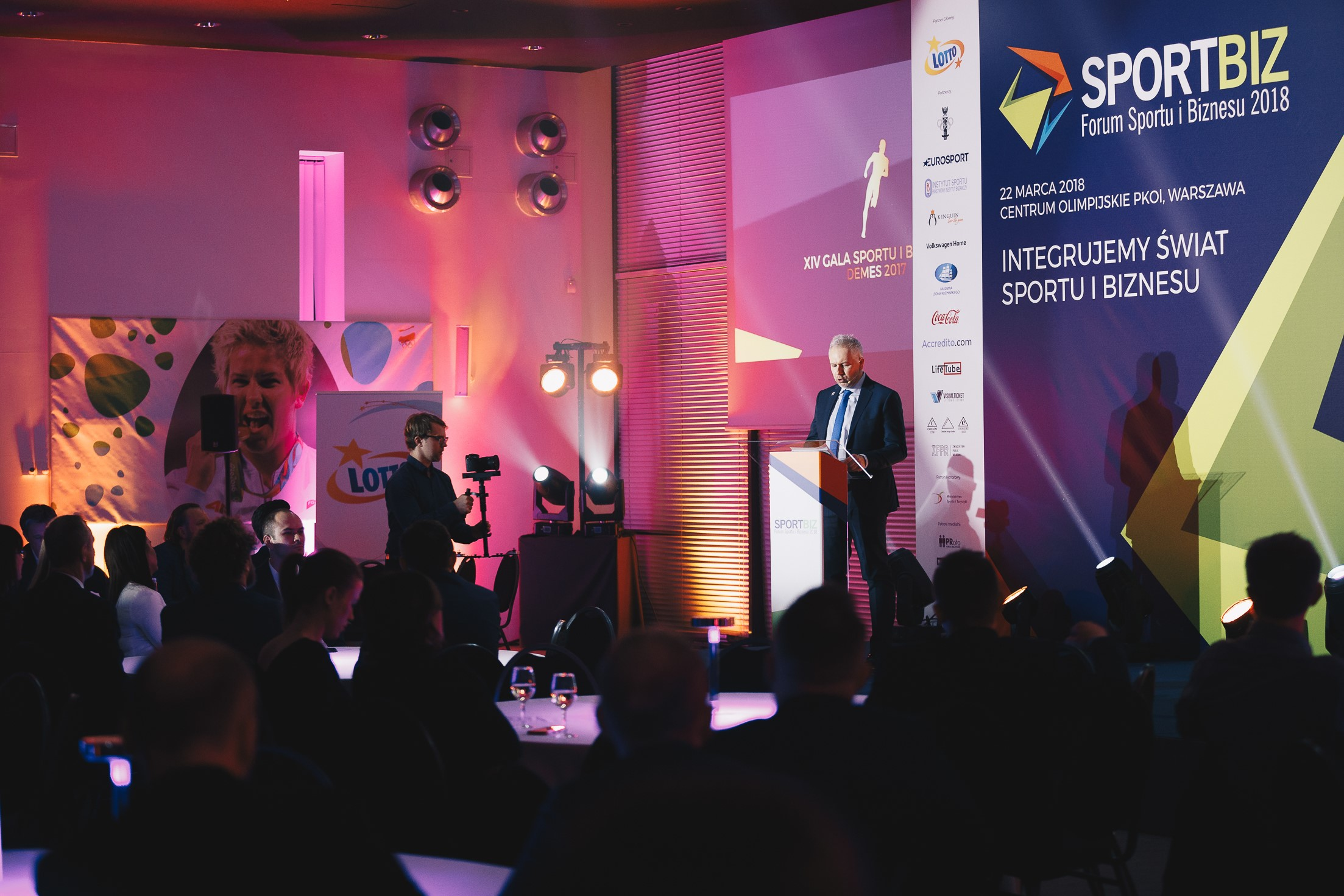
XIV Gala Sportu i Biznesu w 2018 r. w Centrum Olimpijskim

### Sportowy Wizerunek
| Rok  | Laureat            | Dyscyplina        |
| ---- | ------------------ | ----------------- |
| 2004 | Otylia Jędrzejczak | Pływanie          |
| 2005 | Jerzy Dudek        | Piłka nożna       |
| 2006 | Robert Kubica      | Formuła 1         |
| 2007 | Leo Beenhakker     | Piłka nożna       |
| 2008 | Robert Kubica      | Formuła 1         |
| 2009 | Maja Włoszczowska  | Kolarstwo górskie |
| 2010 | Justyna Kowalczyk  | Biegi narciarskie |
| 2011 | Marcin Gortat      | Koszykówka        |
| 2012 | Tomasz Majewski    | Pchnięcie kulą    |
| 2013 | Justyna Kowalczyk  | Biegi narciarskie |
| 2014 | Robert Lewandowski | Piłka nożna       |
| 2015 | Robert Lewandowski | Piłka nożna       |
| 2016 | Robert Lewandowski | Piłka nożna       |
| 2017 | Kamil Stoch        | Skoki narciarskie |
| 2018 | Kamil Stoch        | Skoki narciarskie |
| 2019 | Robert Lewandowski | Piłka nożna       |

### Wydarzenie Sportowe / Event Marketing
| Rok                 | Wydarzenie                                              | Data                | Dyscyplina          |
| Wydarzenie Sportowe | Wydarzenie Sportowe                                     | Wydarzenie Sportowe | Wydarzenie Sportowe |
| ------------------- | ------------------------------------------------------- | ------------------- | ------------------- |
| 2004                | Tour de Pologne 2004                                    | 06-13.09.2004       | Kolarstwo szosowe   |
| 2005                | Idea Prokom Open 2005                                   | 01-07.08.2005       | Tenis               |
| 2006                | Tour de Pologne 2006                                    | 04-10.09.2006       | Kolarstwo szosowe   |
| 2007                | Finał Ligi Światowej w Piłce Siatkowej Mężczyzn 2007    | 11-17.07.2007       | Siatkówka           |
| 2008                | Red Bull X-Fighters 2008 Tour                           | 06.09.2008          | Freestyle motocross |
| 2009                | Mistrzostwa Europy w Piłce Siatkowej Kobiet 2009        | 25.09-04.10.2009    | Siatkówka           |
| 2010                | Mistrzostwa Świata w Kajakarstwie 2010                  | 19-22.08.2010       | Kajakarstwo         |
| 2011                | Walka T. Adamek vs. W. Kłyczko o mistrzostwo świata WBC | 10.09.2011          | Boks                |
| 2012                | Mistrzostwa Europy w Piłce Nożnej 2012                  | 08.06-01.07.2012    | Piłka nożna         |
| 2013                | Mistrzostwa Świata w Siatkówce Plażowej 2013            | 01-07.07.2013       | Siatkówka plażowa   |
| 2014                | Mistrzostwa Świata w Piłce Siatkowej Mężczyzn 2014      | 30.08-21.09.2014    | Siatkówka           |
| 2015                | Tour de Pologne 2015                                    | 02-08.08.2015       | Kolarstwo szosowe   |
| 2016                | Mistrzostwa Europy w Piłce Ręcznej Mężczyzn 2016        | 15-31.01.2016       | Piłka ręczna        |
| 2017                | Mistrzostwa Europy w Piłce Siatkowej Mężczyzn 2017      | 24.08-03.09.2017    | Siatkówka           |
| 2018                | Enea Ironman 70.3 Gdynia                                | 05.08.2018          | Triathlon           |
| Event Marketing     |                                                         |                     |                     |
| 2019                | Indywidualne mistrzostwa Europy na żużlu 2019           | 27.07.2019          | Żużel               |

### Sponsor Sportu
| Rok  | Firma                                              |
| ---- | -------------------------------------------------- |
| 2004 | Telekomunikacja Polska                             |
| 2005 | Polska Telefonia Komórkowa Centertel (Idea/Orange) |
| 2006 | Kompania Piwowarska                                |
| 2007 | Polkomtel (Plus GSM)                               |
| 2008 | Polkomtel (Plus GSM)                               |
| 2009 | Polkomtel (Plus GSM)                               |
| 2010 | PKN Orlen                                          |
| 2011 | PKN Orlen                                          |
| 2014 | Totalizator Sportowy                               |
| 2015 | Totalizator Sportowy                               |
| 2016 | 4F                                                 |
| 2017 | Grupa Lotos                                        |
| 2018 | 4F                                                 |
| 2019 | Totalizator Sportowy                               |

### Osobowość Mediów / Medialista
| Rok              | Laureat                                 |
| Osobowość Mediów | Osobowość Mediów                        |
| ---------------- | --------------------------------------- |
| 2005             | Tomasz Smokowski                        |
| 2006             | Maciej Kurzajewski                      |
| 2007             | Stefan Szczepłek                        |
| 2008             | Tomasz Zimoch                           |
| 2009             | Dariusz Szpakowski                      |
| 2010             | Tomasz Zimoch                           |
| 2011             | Włodzimierz Szaranowicz                 |
| 2012             | Przemysław Babiarz                      |
| 2013             | Janusz Pindera                          |
| 2014             | Mateusz Borek                           |
| 2015             | Tomasz Jaroński i Krzysztof Wyrzykowski |
| 2016             | Stefan Szczepłek                        |
| 2017             | Tomasz Smokowski i Andrzej Twarowski    |
| 2018             | Paweł Wilkowicz                         |
| Medialista       |                                         |
| 2019             | Jakub Polkowski i Łukasz Wiśniowski     |

### DEMES Honorowy / SuperDEMES

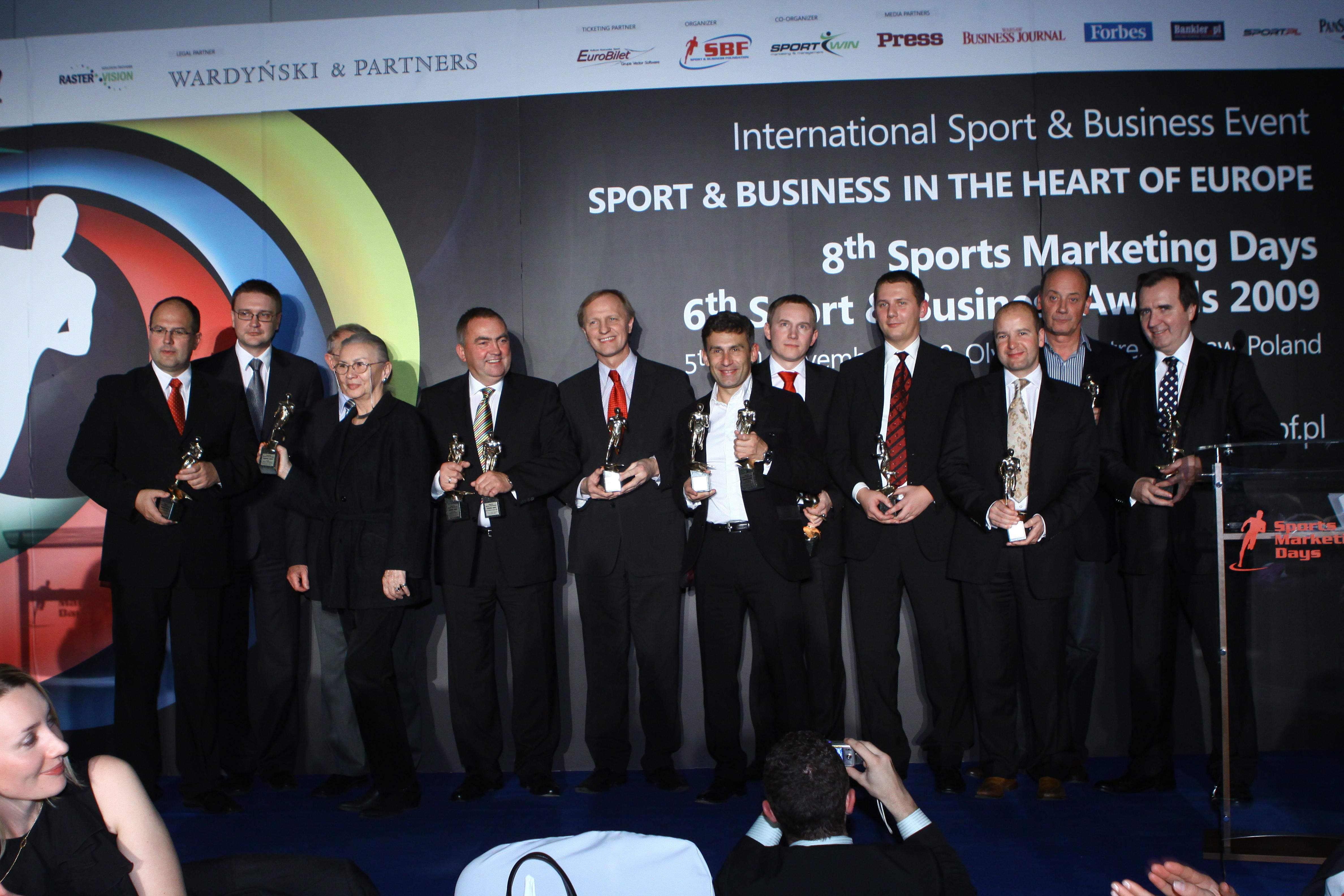
VI Gala Sportu i Biznesu w 2009 r. w Centrum Olimpijskim

| Rok            | Laureat                                       |
| DEMES Honorowy | DEMES Honorowy                                |
| -------------- | --------------------------------------------- |
| 2005           | Bohdan Tomaszewski                            |
| 2006           | Czesław Lang                                  |
| 2007           | Adam Małysz                                   |
| 2008           | Akademicki Związek Sportowy                   |
| 2009           | Polkomtel (Plus GSM)                          |
| 2010           | Polski Komitet Olimpijski                     |
| 2011           | Totalizator Sportowy                          |
| 2012           | Telekomunikacja Polska                        |
| 2014           | Władysław Komarnicki                          |
| 2015           | Kulczyk Investments                           |
| 2016           | Szlachetna Paczka                             |
| 2017           | Ministerstwo Sportu i Turystyki               |
| SuperDEMES     |                                               |
| 2018           | Polsat Sport                                  |
| 2019           | Enea & Polski Związek Towarzystw Wioślarskich |

### DEMES Zagraniczny
| Rok  | Laureat                                 |
| ---- | --------------------------------------- |
| 2005 | Eurosport                               |
| 2006 | Celtic F.C.                             |
| 2007 | International Management Group          |
| 2008 | FC Barcelona                            |
| 2009 | The Coca-Cola Company                   |
| 2010 | Castrol                                 |
| 2011 | Simon Chadwick                          |
| 2012 | Fédération Internationale de Basketball |
| 2013 | Lesa Ukman                              |
| 2014 | Octagon                                 |
| 2015 | Sports Innovation Center                |
| 2016 | Seven League                            |
| 2017 | F1 Experiences                          |
| 2018 | EXTREME                                 |

### Sportowy VIP
| Rok  | Laureat               |
| ---- | --------------------- |
| 2005 | Martyna Wojciechowska |
| 2006 | Marcin Daniec         |
| 2007 | Martyna Wojciechowska |
| 2008 | Donald Tusk           |

### Sportowa Marka
| Rok  | Laureat         |
| ---- | --------------- |
| 2005 | Eurosport       |
| 2006 | Tour de Pologne |
| 2007 | Tour de Pologne |
| 2008 | Red Bull        |
| 2009 | Adidas          |

### Sportowy Projekt Medialny
| Rok  | Laureat | Projekt                                              |
| ---- | ------- | ---------------------------------------------------- |
| 2005 | TVN24   | Sportowe Podsumowanie Dnia                           |
| 2006 | Polsat  | Mistrzostwa Świata w Piłce Nożnej 2006               |
| 2007 | Polsat  | Finał Ligi Światowej w Piłce Siatkowej Mężczyzn 2007 |
| 2008 | Polsat  | Mistrzostwa Europy w Piłce Nożnej 2008               |
| 2009 | TVP     | Mistrzostwa Świata w Lekkoatletyce 2009              |
| 2010 | TVP     | Zimowe Igrzyska Olimpijskie 2010                     |
| 2011 | TVP     | Tour de Pologne 2011                                 |

### Program Sponsorski / Projekt Sponsoringowy
| Rok                   | Laureat |
| Program Sponsorski    | Program Sponsorski                                                                                           |
| --------------------- | --- |
| 2005                  | Polkomtel (Plus GSM) & Polski Związek Piłki Siatkowej                                                        |
| Projekt Sponsoringowy | |
| 2006                  | Polkomtel (Plus GSM) & Polski Związek Piłki Siatkowej                                                        |
| 2007                  | Polkomtel (Plus GSM) & Polski Związek Piłki Siatkowej – Finał Ligi Światowej w Piłce Siatkowej Mężczyzn 2007 |
| 2008                  | Współpraca Lecha Poznań z Grupą Żywiec                                                                       |
| 2012                  | Biedronka – Oficjalny Sponsor Reprezentacji Polski w piłce nożnej mężczyzn                                   |
| 2013                  | Oknoplast |

### Sport & Business
| Rok  | Laureat            |
| ---- | ------------------ |
| 2006 | Krzysztof Klicki   |
| 2007 | Jacek Kazimierski  |
| 2008 | Bartosz Remplewicz |
| 2009 | Zygmunt Solorz     |
| 2010 | Dariusz Miłek      |

### Klub Sportowy / Organizacja Sportowa
| Rok                  | Laureat                       |
| Klub Sportowy        | Klub Sportowy                 |
| -------------------- | ----------------------------- |
| 2007                 | Lech Poznań                   |
| 2008                 | Lech Poznań                   |
| 2009                 | PGE Skra Bełchatów            |
| 2010                 | Vive Targi Kielce             |
| 2011                 | Legia Warszawa                |
| Organizacja Sportowa |                               |
| 2012                 | PGE Skra Bełchatów            |
| 2013                 | Legia Warszawa                |
| 2014                 | Polski Związek Piłki Nożnej   |
| 2015                 | Polski Związek Piłki Nożnej   |
| 2016                 | Polski Związek Piłki Nożnej   |
| 2017                 | Konfrontacja Sztuk Walki      |
| 2018                 | Polski Komitet Paraolimpijski |
| 2019                 | PGNiG Superliga               |

### Sportowe Przeżycie Roku
| Rok  | Laureat                                                                                    |
| ---- | ------------------------------------------------------------------------------------------ |
| 2007 | Przyznanie Polsce i Ukrainie prawa do organizacji Euro 2012                                |
| 2008 | Zwycięstwo Roberta Kubicy w Grand Prix Kanady 2008                                         |
| 2009 | Złoty medal Reprezentacji Polski na Mistrzostwach Europy w Piłce Siatkowej Mężczyzn 2009   |
| 2010 | Złoty, srebrny i brązowy medal Justyny Kowalczyk na Zimowych Igrzyskach Olimpijskich 2010  |
| 2011 | Brązowy medal Reprezentacji Polski na Mistrzostwach Europy w Piłce Siatkowej Mężczyzn 2011 |
| 2012 | Mistrzostwa Europy w Piłce Nożnej 2012                                                     |
| 2013 | Cztery bramki Roberta Lewandowskiego w półfinale Ligi Mistrzów 2012/2013                   |
| 2014 | Złoty medal Reprezentacji Polski na Mistrzostwach Europy w Piłce Siatkowej Mężczyzn 2014   |
| 2015 | Pięć bramek Roberta Lewandowskiego w meczu Bundesligi 2015/2016                            |
| 2016 | Zwycięstwo Vive Targi Kielce w EHF Liga Mistrzów 2015/2016                                 |

### Sport Dzieci i Młodzieży / Aktywne Społeczeństwo
| Rok                      | Laureat                                                 |
| Sport Dzieci i Młodzieży | Sport Dzieci i Młodzieży                                |
| ------------------------ | ------------------------------------------------------- |
| 2009                     | Tomaszewski Cup by Microsoft                            |
| 2011                     | Z podwórka na Stadion o Puchar Tymbarku                 |
| 2012                     | Coca-Cola Cup                                           |
| 2013                     | Ministerstwo Sportu i Turystyki – Stop zwolnieniom z WF |
| 2014                     | Mały Mistrz                                             |
| Aktywne Społeczeństwo    |                                                         |
| 2016                     | Z podwórka na Stadion o Puchar Tymbarku                 |
| 2017                     | T-Mobile – Pomoc Mierzona Kilometrami                   |
| 2018                     | Fundacja Orły Sportu – Lokalny Animator Sportu          |
| 2019                     | Fundacja Orły Sportu – Seniorzy na orlikach             |

### Sport w Miastach i Regionach / Miasto Sportu
| Rok                          | Laureat                      |
| Sport w Miastach i Regionach | Sport w Miastach i Regionach |
| ---------------------------- | ---------------------------- |
| 2009                         | Łódź                         |
| 2010                         | Poznań                       |
| 2011                         | Stare Jabłonki               |
| 2012                         | Bydgoszcz                    |
| 2013                         | Kraków                       |
| 2014                         | Gdańsk                       |
| Miasto Sportu                |                              |
| 2018                         | Poznań                       |
| 2019                         | Toruń                        |

### Nowe Media w Sporcie
| Rok  | Laureat                      |
| ---- | ---------------------------- |
| 2010 | Tomasz Zimoch – Moje 29 zdań |
| 2011 | Fundacja Marcina Gortata     |

### Obiekt Sportowy
| Rok  | Laureat                      |
| ---- | ---------------------------- |
| 2011 | PGE Arena Gdańsk             |
| 2012 | Ergo Arena                   |
| 2013 | Atlas Arena                  |
| 2014 | Stadion Narodowy w Warszawie |
| 2015 | Stadion Narodowy w Warszawie |
| 2016 | Stadion Narodowy w Warszawie |
| 2017 | Tauron Arena Kraków          |
| 2018 | Stadion Śląski               |
| 2019 | Arena Gliwice                |

### Kampania Marketingowa
| Rok  | Laureat                                           |
| ---- | ------------------------------------------------- |
| 2015 | T-Mobile – Pomoc Mierzona Kilometrami             |
| 2016 | Żabka – Mały Wielki Sponsor                       |
| 2017 | Grupa Lotos – NAJ nie bierze się znikąd           |
| 2018 | Grupa Lotos – Razem Tworzymy NAJ                  |
| 2019 | Polski Komitet Olimpijski – Wiele dróg, jeden cel |

### Social Media
| Rok  | Laureat                                      |
| ---- | -------------------------------------------- |
| 2015 | Łączy Nas Piłka                              |
| 2016 | Ekstraklasa SA                               |
| 2017 | Testa Communications i Eleven Sports Network |
| 2018 | Lotto Ekstraklasa                            |
| 2019 | PKO Bank Polski Grajmy Razem                 |

### Video Sportowe
| Rok  | Laureat                                                            |
| ---- | ------------------------------------------------------------------ |
| 2015 | Łączy Nas Piłka                                                    |
| 2016 | Joanna Jędrzejczyk & Reebok – Be more human                        |
| 2017 | Lech Poznań – Dumni z tradycji                                     |
| 2018 | Amp Futbol Polska – Droga do marzeń                                |
| 2019 | Legia Junior Amp Football & Adidas – Zmieniamy życie poprzez sport |

### E-sport
| Rok  | Laureat           |
| ---- | ----------------- |
| 2017 | Fantasy EXPO      |
| 2018 | ESL Polska        |
| 2019 | Ekstraklasa Games |

### Polski Związek Sportowy
| Rok  | Laureat                 |
| ---- | ----------------------- |
| 2019 | Polski Związek Tenisowy |

### Sportowe Emocje
| Rok  | Laureat                     |
| ---- | --------------------------- |
| 2019 | Powrót Roberta Kubicy do F1 |